# ハピラインふくい
株式会社ハピラインふくいは、福井県福井市に本社を置く第三セクター方式の鉄道事業者（第三セクター鉄道）である。ハピラインふくい線として、北陸新幹線金沢駅 - 敦賀駅間の開業時に西日本旅客鉄道（JR西日本）から経営分離された並行在来線のうち敦賀駅 - 大聖寺駅間を運営している。

## 沿革
当初は2023年春に予定されていた北陸新幹線金沢駅 - 敦賀駅間開業と、並行在来線となる北陸本線の敦賀駅 - 大聖寺駅間のJR西日本からの経営分離に向けて、2019年8月に準備会社が設立された。
2019年9月から社員採用の応募を受け付け、2020年4月に第1期の社員が入社した。新幹線金沢 - 敦賀間の開業が1年延期されて2024年春となる見通しが2020年12月に公表され、並行在来線の開業や準備スケジュールも1年先送りとなった。これを受けて鉄道建設・運輸施設整備支援機構（鉄道・運輸機構）から計6億2千万円の出資を受けている。2022年7月に公募による会社名「ハピラインふくい」に改称。同月に増資を行い、本格会社に移行した。
採用した社員90人とJR西日本からの出向者169人、福井県からの派遣職員10人の269人体制で開業した。開業までに採用された社員はJR西日本に出向して研修を受けている。開業から10年をめどにJR西日本からの出向を解消する計画としている。

### 展望
県内にはすでに第三セクター鉄道事業者としてえちぜん鉄道や福井鉄道も存在しており、福井県はこれら2社との経営統合も含めて県内の第三セクター鉄道3社のあり方について検討するとしていた。
2024年6月5日には上記3社で「福井県鉄道協会」を設立し、資材調達や人材確保、鉄道の利用促進などで連携を図ると発表したが、3社の成り立ちの経緯の違いから経営統合は見送りとなった。
同年7月には、北陸新幹線の並行在来線を運営する5社が業務の効率化に向けて連携すると報じられた。除雪作業の支援や予備品の共同購入、訓練の相互見学などに取り組むとしている。

### 年表
- 2019年（令和元年）8月13日 - 福井県並行在来線準備株式会社として設立[1]。本社を福井市大手三丁目の福井県庁舎内に置く[1]。社長に福井県の元新幹線・地域鉄道対策監の西村利光が就任[1]。資本金は5億円[5]。
- 2020年（令和2年）
  - 4月1日 - 第1期新入社員が入社[24]。
  - 6月1日 - 本社を福井県庁舎内から、近隣の福井市大手二丁目にある福井県及び福井市の合同庁舎「大手合同事務所」へ移転[25][26]。
- 2021年（令和3年）4月1日 - 社長に福井県の元土木部長の小川俊昭が就任[3]。
- 2022年（令和4年）
  - 1月19日 - 福井県並行在来線準備株式会社等が申請した鉄道事業再構築実施計画について、国土交通省が認定。これにより、福井県内の並行在来線区間（敦賀駅 - 大聖寺駅間）の第一種鉄道事業の許可を受けたとみなされる[27][28]。
  - 3月28日 - 公募を経て社名を「株式会社ハピラインふくい」に決定[29][30][31][32]。
  - 3月30日 - 1億円を増資[6]。
  - 7月4日 - 商号を株式会社ハピラインふくいに変更[13][7][33]。
  - 7月 - 19億2千万円を増資[7]。
  - 8月26日 - ロゴマークを発表[34][35]。
- 2023年（令和5年）
  - 3月14日 - 制服を発表[36][37]。
  - 7月 - 1億300万円を増資[14]。
  - 8月30日 - 北陸新幹線 金沢駅 - 敦賀駅間の開業日発表に伴い、開業日を発表[38][39]。
  - 9月1日 - 車両と駅名標のデザインを発表[40]。
  - 12月5日 - 実施運賃を国土交通省中部運輸局に届出[41]。
  - 12月15日 - 開業ダイヤの概要を発表[42]。
- 2024年（令和6年）
  - 1月11日 - 開業時の運行ダイヤを発表[43]。
  - 3月16日 - 北陸新幹線 金沢駅 - 敦賀駅間の延伸開業に伴い、JR西日本から北陸本線の敦賀駅 - 大聖寺駅間が経営分離され、運行開始[8][44][45][46][47][48]。
  - 6月5日 - えちぜん鉄道、福井鉄道との3社で「福井県鉄道協会」（任意団体）を設立[49]。利用促進、資材の共同購入・利用や乗務員確保対策などを行う。都道府県単位の地方鉄道会社による組織化は全国初。
  - 11月20日 - 本社をハピラインふくい線福井駅構内の高架下、えちぜん鉄道新福井駅西側のJR西日本福井地域鉄道部跡へ移転[要出典]。

## 路線

路線図

- ハピラインふくい線：敦賀駅 - 大聖寺駅（84.3 km）[44][50]
  - このうち、自社で所有する駅は、両端の敦賀駅と大聖寺駅を除いた南今庄駅 - 牛ノ谷駅間の17駅[51]。
  - JR西日本との境界駅である敦賀駅は、JR西日本の所有のままで、ハピラインふくいとの共同使用駅となった[52][注 2]。ハピラインふくいは駅員を配置し、西口に案内窓口、東口に券売機を設ける計画としていた[54]が、券売機に関しては東口・西口ともJR西日本の機材でハピラインふくい線の片道乗車券と越美北線への連絡乗車券を発売し、回数券・定期券や自社デザインのICOCA等は西口の「ご案内カウンター」にて取り扱う。
  - IRいしかわ鉄道との営業境界駅である大聖寺駅（石川県加賀市）は、IRいしかわ鉄道が所有する共同使用駅となっている[55][52]。

## 車両
- 521系電車（32両）

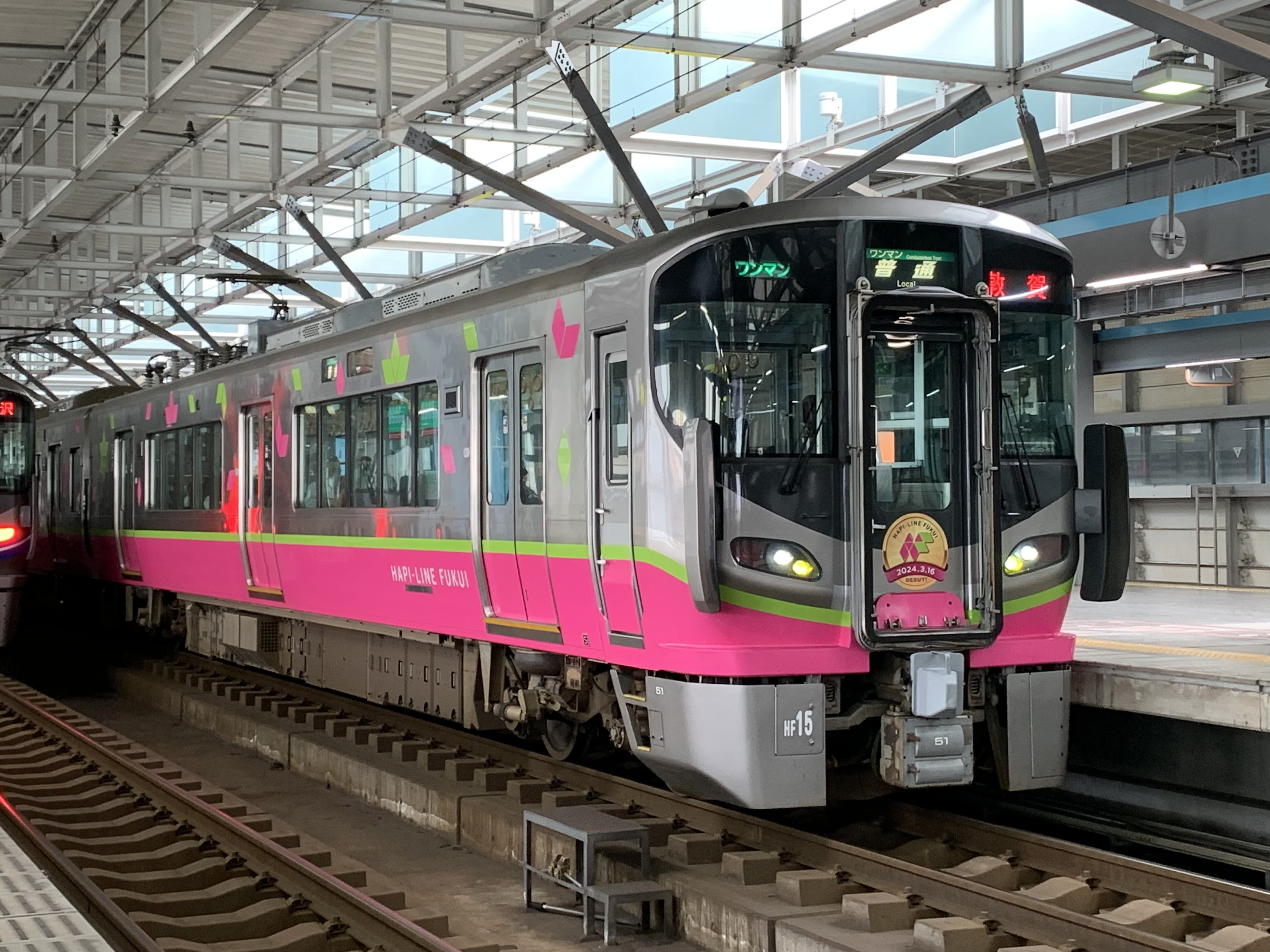
ハピラインふくいのデザインでラッピングされた521系電車

  - 開業に際し、JR西日本から営業用として2両編成16本の譲渡を受けた[56][57]。車両はピンク色と緑色を使ったデザインにラッピングされる[40]。開業時点では1編成のみがラッピングされていた[58]。他の編成にも順次ラッピングが施され、同年9月10日のHF04編成を最後に全編成への施行が完了した[59]。このうちHF10編成及びHF16編成には特別ラッピングが施されている[60][61]。
- キヤ143形気動車（1両）
  - 除雪・救援等に用いる事業用車。JR西日本よりキヤ143-5を譲受し、521系電車と同様に新製時車番のまま在籍している。

## 運賃
大人普通旅客運賃（小児は半額・10円未満切り上げ）。2024年3月16日実施。
| キロ程  | 運賃（円） |
| ------- | ---------- |
| 1 - 3   | 170        |
| 4 - 6   | 220        |
| 7 - 10  | 230        |
| 11 - 15 | 280        |
| 16 - 20 | 380        |
| 21 - 25 | 480        |
| 26 - 30 | 590        |
| 31 - 35 | 680        |
| 36 - 40 | 780        |
| 41 - 45 | 890        |
| 46 - 50 | 990        |
| 51 - 60 | 1140       |
| 61 - 70 | 1350       |
| 71 - 80 | 1540       |
| 81 - 85 | 1750       |

他社線との連絡乗車券は、下記線区に対して設定。ただし、JR西日本の福井県外各駅（近江塩津駅以南）への連絡乗車券はハピラインふくいでは券売機での取扱はなく有人窓口でのみ発売する。
- IRいしかわ鉄道
  - IRいしかわ鉄道線（全線）
- JR西日本
  - 越美北線（全線）
  - 北陸本線（全線）：定期乗車券は新疋田まで
  - 湖西線（全線）：普通乗車券のみ
  - 東海道本線（彦根 - 大阪間）：普通乗車券のみ
  - 小浜線（西敦賀 - 青郷間）

乗り継ぎ割引はJR越美北線（ハピライン：武生 - 丸岡間、越美北線：六条 - 計石間）・IRいしかわ鉄道（ハピライン：牛ノ谷 - 福井間、IR：加賀温泉 - 金沢間）に設定されている。
全線でICOCAを含む全国相互利用交通系ICカードの利用が可能。上記他社線との連続利用も可能（越美北線・小浜線を除く）。

### 通過連絡運輸
JR各社ではハピラインふくい線を通過する通過連絡運輸として、以下のものを設定している。
| 発着駅       | 経由            | 発着駅 |
| ------------ | --------------- | ------ |
| 越美北線各駅 | 福井 - 越前花堂 | JR全駅 |

## 主な事業所
- 直営有人駅 - 武生駅、鯖江駅、福井駅、芦原温泉駅
- お客様カウンター - 敦賀（JR西日本管理駅）、福井の両駅舎内
- 遺失物保管場所（福井市中央一丁目、福井駅駅舎内）
- 運転管理センター（福井市中央二丁目、福井駅構内） - JR西日本福井地域鉄道部福井運転センターの跡にある。
- 車両管理センター（福井市花堂東一丁目、南福井駅構内） - JR西日本金沢総合車両所敦賀支所福井派出の跡にある[注 4]。
- 施設管理センター（福井市大手一丁目、福井駅構内）
  - 今庄施設管理室（南条郡南越前町今庄、今庄駅構内）
  - 福井施設管理室（施設管理センター内）
- 電気管理センター（福井市大手一丁目、福井駅構内）

福井駅構内の事業所は、いずれもハピラインふくい線高架下に位置する。うち施設、電気の両管理センターは本社と一体の建物にあるが、出入口は異なっている。